# Bonnie McKee
Bonnie Leigh McKee (Vacaville (Californië), 20 januari 1984) is een Amerikaans zangeres en songwriter.

## Biografie
McKee's debuutalbum Trouble werd in september 2004 uitgegeven door Reprise Records. De leadsingle van het album, Somebody, deed het echter matig in de Amerikaanse hitlijsten. Omdat haar zangcarrière niet op gang kwam en ze met haar label brak, probeerde McKee en carrière als songwriter. Zo schreef ze mee aan onder andere de nummer 1-hits Part of Me, Wide Awake, California Gurls, Teenage Dream en Last Friday Night (T.G.I.F.) van Katy Perry, Dynamite van Taio Cruz en Hold It Against Me van Britney Spears. Verder schreef ze nummers voor Elliott Yamin, Rita Ora, Kesha, Cheryl, Adam Lambert en Rusko. In 2013 probeerde McKee bij haar nieuwe label Epic Records haar zangcarrière uit het slop te trekken met haar zelfgeschreven nummer American Girl. Het nummer behaalde in Oekraïne de nummer 1-positie, maar presteerde in de Verenigde Staten slecht en haalde in Nederland en België de hitlijsten niet.

## Privéleven
McKee is biseksueel. Ze had tot 2007 een relatie met Oliver Goldstein.
- International Standard Name Identifier: 0000 0000 4097 8303
- Library of Congress Control Number: n2007028563
- MusicBrainz: 0faaba05-d9b3-4bde-85d1-bbbbcb838ece
- SNAC: w6hv576k
- Virtual International Authority File: 38823535